# Dave Attell
David Attell (n. 18 ianuarie 1965, New York City, New York, SUA) este un comedian, actor, și scriitor american cunoscut pentru serialul de divertisment Insomniac cu Dave Attell difuzată pe postul de televiziune Comedy Central. Stilul său comic a atras admirația a numeroși comedieni.

## Biografie
Attell s-a născut în districtul Queens din New York într-o familie de evrei. A copilărit în Rockville Center, New York⁠(d) și a absolvit cursurile liceului South Side⁠(d). După ce a încheiat studiile la Universitatea din New York în 1987 cu o diplomă în comunicații, Attell a început să participe la evenimente open-mic⁠(d).

### Insomniac cu Dave Attell
Insomniac with Dave Attell este un serial de televiziune descris de Attell drept „Wild on E!⁠(d) pentru oameni urâți”. În cadrul emisiunii, Attell se plimbă pe străzile orașelor americane pe parcursul nopții unde se întâlnește cu oameni aflați în stare de ebrietate și experimentează viața de noapte⁠(d). Emisiunea are și câteva episoade filmate în străinătate.
Orașele americane prezentate în spectacol au fost Albuquerque, Anchorage, Atlanta, Austin (de două ori), Baltimore, Boise, Boston, Charleston (WV), Charlotte, Chicago, Cleveland, Columbus, Honolulu, Houston, Kansas City, Key West, Las Vegas, Little Rock, Long Island, Memphis, Miami, Myrtle Beach⁠(d), Nashville, New Orleans, New York City (de 4 ori), Oakland, Philadelphia, Phoenix, Portland, Reno, San Francisco și Salt Lake City .
Orașele străine prezentate în serial au fost Amsterdam, Dublin, Londra, Montreal, Tijuana, Toronto și câteva episoade speciale⁠(d) la Berlin, Rio de Janeiro și Tokyo.
Cea mai comună activitate (pe lângă mersul aiurea pe stradă și consumul de băuturi alcoolice în diverse baruri) a fost vizitarea muncitorilor care lucrează în tura de noapte. În loc să-și petreacă timpul cu angajații stațiilor de alimentare, Attell căuta locuri de muncă ieșite din comun. Printre acestea se numărau persoane care fac curat în locurile în care s-au comis crime⁠(d), garanți⁠(d), mulgători, prostituate, polițiști pe bicicletă, mineri și persoane care reînregistrează⁠(d) filme pornografice. Episoadele memorabile includ o vizită la celebrul circ The Wieners Circle⁠(d) din Chicago, unde personalul organiza meciuri de înjurături cu clienții lor, și o vizită la o tabără de nudiști⁠(d) din Phoenix.
Pe parcursul emisiunii, Attell avea o cameră foto de unică folosință⁠(d) și făcea poze aleatoriu; acestea era afișate în timpul genericului.
În 2003, au fost lansate două DVD-uri cu serialul tv intitulate The Best of Insomniac Uncensored (Vol. 1) și The Best of Insomniac Uncensored (Vol. 2).

## Filmografie

### Film
| An   | Titlu                       | Rol                | Note            |
| ---- | --------------------------- | ------------------ | --------------- |
| 1990 | Caesar's Salad              | Policeman          | Scurt-metraj    |
| 1999 | Los Enchiladas!             | Don                |                 |
| 2000 | The Office Party            | Don                | Scurt-metraj    |
| 2001 | Pootie Tang                 | Frank              |                 |
| 2005 | Crazy for Love              | Efram              |                 |
| 2006 | Scary Movie 4               | Knifeman           |                 |
| 2007 | Twisted Fortune             | Abbot              |                 |
| 2008 | The Great Buck Howard       | Las Vegas Husband  |                 |
| 2008 | Harold                      | Barker             |                 |
| 2009 | Funny People                | Himself            |                 |
| 2010 | Scooby-Doo! Abracadabra-Doo | The G.P.S. (voice) | Direct-to-video |
| 2015 | Trainwreck                  | Noam               |                 |
| 2018 | I Feel Pretty               | Really Tan Dude    |                 |

### Spectacole de stand-up comedy
| An   | Titlu                           | Note    |
| ---- | ------------------------------- | ------- |
| 2003 | Skanks for the Memories...      | Album   |
| 2006 | Hey, Your Mouth's Not Pregnant! | DVD     |
| 2007 | Captain Miserable               | Special |
| 2014 | Road Work                       | Special |

### Seriale TV
| An        | Titlu                            | Rol                   | Note                                       |
| --------- | -------------------------------- | --------------------- | ------------------------------------------ |
| 1995–1997 | Dr. Katz, Professional Therapist | Dave                  | 2 episoade                                 |
| 1996–1997 | Everybody Loves Raymond          | Dave                  | 2 episoade                                 |
| 2002      | Crank Yankers                    | Frank Demore (voice)  | Episodul: "David Alan Grier & Dave Attell" |
| 2003      | Ed                               | Brad Campbell         | Episodul: "Business as Usual"              |
| 2005      | New Car Smell                    | Harry                 | TV Movie                                   |
| 2013      | Inside Amy Schumer               | Ghost                 | Episodul: "Terrible People"                |
| 2014      | Louie                            | Dave                  | Episodul: "So Did the Fat Lady"            |
| 2014      | TripTank                         | Dave Attel (voice)    | Episodul: "Roy & Ben's Day Off"            |
| 2014      | Teachers Lounge                  | School Photographer   |                                            |
| 2015–2016 | The Jim Gaffigan Show            | Himself               | 3 episoade                                 |
| 2017      | Bob's Burgers                    | Scalper (voice)       | Episodul: "The Laser-inth"                 |
| 2017      | Difficult People                 | New York City (voice) | Episodul: "Sweet Tea"                      |
| 2017–2019 | Crashing                         | Himself               | 3 episoade                                 |
| 2018      | The Simpsons                     | Luke (voice)          | Episodul: "Bart's Not Dead"                |